# Памела (роман)
«Памела» (англ. Pamela; or, Virtue Rewarded) — эпистолярный роман английского писателя Сэмюэля Ричардсона, опубликованный в 1740 году; одна из самых популярных книг в Европе XVIII века. Сюжет напоминает «Золушку» и вращается вокруг 15-летней служанки Памелы Эндрюс, чья добродетель выстаивает перед соблазнами хозяина поместья мистера Б. и вознаграждается законным бракосочетанием. Во втором томе произведения замужняя Памела пытается приспособиться к жизни в светском обществе.
Роман Генри Филдинга «История приключений Джозефа Эндруса и его друга Абраама Адамса» начинался как пародия на «Памелу».

## История создания
В 1739 году к Ричардсону обратилось два издателя с предложением составить письмовник, откуда читатели, неопытные в эпистолярном искусстве, могли бы заимствовать образцы писем, приличествующих различным случаям жизни. Среди многочисленных житейских ситуаций, которых он коснулся, его особенно заинтересовала одна: положение девушки-служанки, подвергающейся любовным преследованиям со стороны хозяина. Так зародился первоначальный замысел «Памелы» — первого романа Ричардсона. Как и во всех своих произведениях он не указывал своего авторства, называясь «издателем» якобы подлинной переписки своих героев.
Ричардсон говорил, что описанная история случилась 25 лет назад с его другом, но имена не разглашал. Публикация «Memoirs of Lady H, the Celebrated Pamela» (1741) указала на прототипов героев романа Ричардсона — Ханна Стёджес в 1725 году вышла замуж за баронета сэра Артура Хэсилрига.
«Памела» пользовался огромным успехом. Популярность произведения спровоцировала производство тематических предметов по мотивам книги: картины, гравюры, расписные веера, восковые фигурки, игральные карты украшались рисунками по сюжету «Памелы».
Весной 1741 года в продажу поступило анонимное продолжение «Памелы» под названием «Поведение Памелы в высшем свете», за которым последовал ряд аналогичных подделок. Тогда Ричардсон к концу года к своим двум томам, которыми ограничивался первоначальный текст его романа, добавил ещё два с перепиской Памелы с видными и знатными особами. Почти лишенные действия, они носят преимущественно дидактический характер и пользуются заслуженной репутацией самых скучных произведений Ричардсона.

## Сюжет

### Том 1
15-летняя бедная Памела Эндрюс из Бедфордшира сообщает в письме к родителям о кончине своей благодетельницы и новом хозяине поместья, сыне покойной, эсквайре мистере Б.. Мистер Б. проявляет особое внимание к Памеле, осыпает подарками и пытается соблазнить в летнем домике. Попытка вернуться в дом родителей не удалась.
Мистер Б. сообщает, что собирается выдать Памелу замуж за своего капеллана в Линкольншире и предлагает родителям девушки деньги за дочь. В Линкольншире Памела начинает дневник, планируя однажды отправить его обеспокоенным родителям, так как письма им писать запрещено. Экономка миссис Джукс по указу хозяина неусыпно следит за Памелой, чтобы та не сбежала. Никто в округе не решается помочь девушке из страха перед властью и богатством эсквайра мистера Б. Попытки побега Памелы оканчиваются неудачей.
С помощью экономки мистер Б. в одежде служанки Нэн проникает в спальню Памелы, которая лишается чувств. Тронутый благонравностью Памелы эсквайр оставляет её, а утром в саду признаётся, что влюблён, но не может жениться из-за социального неравенства.

### Том 2
Памела отвергает предложение мистера Б. жениться и едет к родителям. В пути она получает письмо о болезни эсквайра и возвращается, понимая свои глубокие чувства к нему. Вместе они строят планы и живут как супруги.
После их бракосочетания в церкви, к Памеле является сестра мистера Б. миссис Дэверс и высказывает свои сомнения в законности подобного брака. Также она рассказывает о Салли Годфри — девушке, соблазнённой некогда мистером Б. и являющейся матерью его ребёнка.
Миссис Дэверс принимает Памелу, мистер Б. высказывает своё понимание о долге супруги. Они возвращаются в Бедфордшир, отыскивают дочь эсквайра и узнают, что Салли Годфри живёт в счастливом браке на Ямайке. Памела берёт девочку в дом. Соседи-аристократы изменили своё негативное мнение о Памеле и считаются с ней.

## Критика
Первый том романа довольно часто критиковали за излишнюю назидательность и честность героини. Быстро появились пародии: «Апология жизни миссис Шамелы Эндрьюс» (англ. sham — притворство, фальшь), «Анти-Памела, или „разоблачённая притворная невинность“», «Истинная анти-Памела», «Осуждение Памелы», «Памела, или прелестная обманщица». Откровенность, с какой Ричардсон отважился изобразить многократные покушения сквайра Б. на честь Памелы, позволила критикам утверждать, что он сообщает читателям «самые хитроумные и соблазнительные любовные идеи».
Возникновение первоначального замысла знаменитого романа Генри Филдинга «Приключения Джозефа Эндруса», задуманного так же как пародия на «Памелу», положило начало многолетней литературной вражде обоих писателей.
Ричардсон был убеждён в законности и естественности существующих в Англии классовых и сословных различий. Смирение для бедняков считается наилучшим выходом, в его понимании, отчего автор награждает этим качеством всех своих плебейских героев. Вальтер Скотт заметил выбор автора при описании оскорблённого отца девушки, который не преисполнен духом праведного гнева, но смиренно принимает союз мистера Б. и Памелы, будто бы окупающий все унизительные преследования, оскорбления и беззакония.

## Издания на русском языке
- 1787 — Г. Рихордсонъ. Памела, или награждённая добродѣтель. Аглинская нравоучительная повѣсть. — Въ IV Частяхъ. — СПб., 1787.
- 2013 — Сэмюэл Ричардсон. Памела. Шельмела. Бестселлеры XVIII века (комплект из 2 книг) / Перевод: Татьяна Ковалевская, Евгения Семенюк, Н. Губанова, А. Карпусенко, О. Тронина. — Дмитрий Буланин, 2013. — 1008 с. — ISBN 978-5-86007-741-6. — ISBN 978-5-86007-743-0.

## Адаптации
В 1742 году художник Фрэнсис Хейман написал ряд картин по мотивам произведения. Вскорости, в 1743 году художник Джозеф Хаймор представил серию из 12 картин (сегодня в галерее Тейт, Национальной галереея Виктории, музее Фицуильяма) основывающихся преимущественно на сюжете первой книги.
Сценические адаптации романа успешно ставились в театрах Франции (Луи де Бюсси, Николя-Луи Франсуа де Нёфшато) и Италии (Карло Гольдони, Пьетро Кьяри). Во Франции соломенная шляпка мадемуазель Ланж из постановки породила моду на шляпки а-ля Памела.
Кинематограф
- 1974 — Mistress Pamela[8],  Великобритания
- 2003—2006 — сериал «Элиза» (по мотивам),  Италия[9].